# Müllenbach
Müllenbach là một đô thị thuộc huyện Ahrweiler, trong bang Rheinland-Pfalz, phía tây nước Đức. Đô thị Müllenbach có diện tích 8,02 km², dân số thời điểm ngày 31 tháng 12 năm 2006 là 487 người.